# Legge Tobler-Mussafia
La legge Tobler-Mussafia è una legge linguistica che descrive i criteri di distribuzione dell'enclisi dei pronomi atoni nel volgare medievale. La legge è così chiamata dal nome dei due studiosi (lo svizzero Adolf Tobler e il dalmata Adolfo Mussafia) che per primi scoprirono e descrissero il fenomeno (il primo nel francese, il secondo nell'italiano antico).
La legge descrive una particolare norma grammaticale del volgare medievale, già presente in lingua d'oïl e in altre lingue romanze: la frase non può iniziare con un pronome atono e, di conseguenza, le particelle enclitiche (in particolare i pronomi), se non precedute da un elemento tonico, si uniscono come enclitiche al verbo a cui si riferiscono, come nei seguenti casi:
- dopo pausa, all'inizio di un periodo:

(Dante Alighieri, Inferno, Canto I, v. 67.)
(Cantar de Mio Cid, v. 204.)
- dopo la congiunzione e:

(Dante Alighieri, Inferno, Canto XIII, v. 131.)
- all'inizio della frase reggente quando questa segue una subordinata:

priegoti che alla mente altrui mi rechi»
(Dante Alighieri, Inferno, Canto VI, vv. 88-89.)
Se il verbo è ossitono, il pronome atono subisce un raddoppiamento fonosintattico.
Lo sviluppo successivo delle lingue romanze (salvo che nella lingua galiziana) ha portato in genere a un cambiamento nella struttura della frase, per cui il pronome atono solitamente precede il verbo che lo regge. La posizione enclitica permane comunque in casi particolari (ad esempio, in italiano, se il verbo è all'imperativo affermativo: Toglimi una curiosità; all'infinito: per toglierla; al gerundio: togliendola; al participio: toltala).